# Mita Masayuki
Masayuki Mita (sinh ngày 5 tháng 10 năm 1969) là một cầu thủ bóng đá người Nhật Bản.

## Sự nghiệp câu lạc bộ
Masayuki Mita đã từng chơi cho Gamba Osaka.

## Thống kê câu lạc bộ

### J.League
| Đội         | Năm       | J.League | J.League | J.League Cup | J.League Cup | Tổng cộng | Tổng cộng |
| Đội         | Năm       | Trận     | Bàn      | Trận         | Bàn          | Trận      | Bàn       |
| ----------- | --------- | -------- | -------- | ------------ | ------------ | --------- | --------- |
| Gamba Osaka | 1992      | -        | -        | 0            | 0            | 0         | 0         |
| Gamba Osaka | 1993      | 0        | 0        | 0            | 0            | 0         | 0         |
| Gamba Osaka | 1994      | 10       | 2        | 3            | 0            | 13        | 2         |
| Gamba Osaka | 1995      | 0        | 0        | -            | -            | 0         | 0         |
| Tổng cộng   | Tổng cộng | 10       | 2        | 3            | 0            | 13        | 2         |